# Iglesia de San Martín de Tours (Colonia Tovar)
La Iglesia de San Martín de Tours es un edificio religioso que pertenece a la Iglesia católica construido por inmigrantes de origen alemán en la localidad de la Colonia Tovar, en el Municipio Tovar al norte del Estado Aragua, y al centro norte del país sudamericano de Venezuela. Se encuentra justo frente a la plaza Bolívar de la Colonia e inicialmente empezó como una capilla entre abril y agosto de 1843 que sería ampliada y modificada varias veces. En 1994 fue declarada Monumento Histórico Nacional Según Gaceta N.º 35.441 de fecha 15 de abril, el complejo incluye además una casa parroquial que data de 1915 con ampliaciones a la iglesia realizadas a partir de 1953.
El 28 de agosto de 1843 fue consagrada a San Martín de Tours la primera iglesia de la Colonia Tovar. Había sido construida por los colonos en solo cuatro meses desde su llegada. Tenía una estructura de madera, paredes de bahareque y techo de palmiche, y colocaron en ella la imagen de San Martín que trajeron del poblado de Endingen am Kaiserstuhl. En 1862 los colonos construyeron en el mismo sitio una nueva iglesia ya que la original se había deteriorado. Las paredes se levantaron por el sistema de entramado de madera (Fachwerk) utilizando ladrillos para rellenarlas. Para la cubierta del techo usaron tejas de madera. Después de algunas remodelaciones realizadas en 1893, en 1918 el padre benedictino Juan Paul Dobbert cambia totalmente la torre campanaria construyendo una nueva. En 1953 el carpintero Juan Breidenbach y sus hijos construyeron una nueva torre octogonal de madera siguiendo los planos que había preparado Richard Aretz en 1940. En 1957 se construyó la segunda nave, perpendicular a la primera y de acuerdo a los planos de Aretz que recordaban la de Freudenstadt, en la Selva Negra. En 1981 se reconstruyó la torre principal en concreto y en 1983 se hizo lo mismo con la otra torre. Fue declarado Monumento Histórico Nacional según Gaceta Oficial n.º 35.441 de fecha 15 de abril de 1994. Estado Aragua. Venezuela.